# Maybelle Carter
Pour les articles homonymes, voir Maybelle et Carter.
 (décembre 2024).
Si vous disposez d'ouvrages ou d'articles de référence ou si vous connaissez des sites web de qualité traitant du thème abordé ici, merci de compléter l'article en donnant les références utiles à sa vérifiabilité et en les liant à la section « Notes et références ».
Maybelle Carter dite Mother Maybelle, née Maybelle Addington le 10 mai 1909 à Nickelsville, Virginie et décédée le 23 octobre 1978 à Madison, Tennessee est une musicienne et chanteuse américaine.
Elle fut membre du très célèbre trio The Carter Family, groupe de référence de la musique populaire rurale des années 1920, à l'origine de la musique country.

## Biographie
Maybelle Addigton se maria à Ezra Carter quand elle avait 16 ans.
En 1927, Alvin Pleasant Carter, mari de sa cousine Sara (et frère de son mari Ezra) convainc Maybelle et Sara de faire le voyage de Virginie vers le Tennessee pour passer une audition auprès du producteur Ralph Peer qui recherchait des talents pour le label Victor. Le mythe pouvait commencer et The Carter Family devint ainsi le premier groupe commercial de country music rural.
Maybelle chantait (ténor) et jouait de la guitare, de l'autoharpe et du banjo. Elle développa une technique innovante dans la façon de jouer de la guitare, le flatpicking, qui fut appelé le « Carter style » et créa ainsi un son unique pour le groupe.
On doit à Maybelle Carter l'interprétation de nombreuses chansons du groupe parmi lesquelles Wildwood Flower, I'm Thinking Tonight of My Blue Eyes et Keep on the Sunny Side.
Après la dissolution du groupe, Maybelle Carter continua, à partir des années 1960, à jouer avec ses trois filles, Anita, Helen et June, sous le nom de Mother Maybelle and The Carter Sisters. Elles firent de nombreuses prestations radios et concerts (dont les fameux concerts de Johnny Cash – qui devint son gendre en épousant June – dans les prisons de Folsom et de San Quentin).
Mother Maybelle Carter et sa cousine Sara firent un unique concert de retrouvailles, en 1967 au Newport Folk Festival.
Le flambeau de la troisième génération est repris avec Carlene Carter, fille de June et chanteuse et John Carter Cash, fils de June et Johnny Cash, chanteur de country également.
Mother Maybelle Carter est enterrée à Hendersonville, Tennessee au Hendersonville Memory Gardens (aux côtés de quelques célébrités de la country-music (Johnny Cash, Luther Perkins, Merle Kilgore, June Carter Cash…).

## Les distinctions

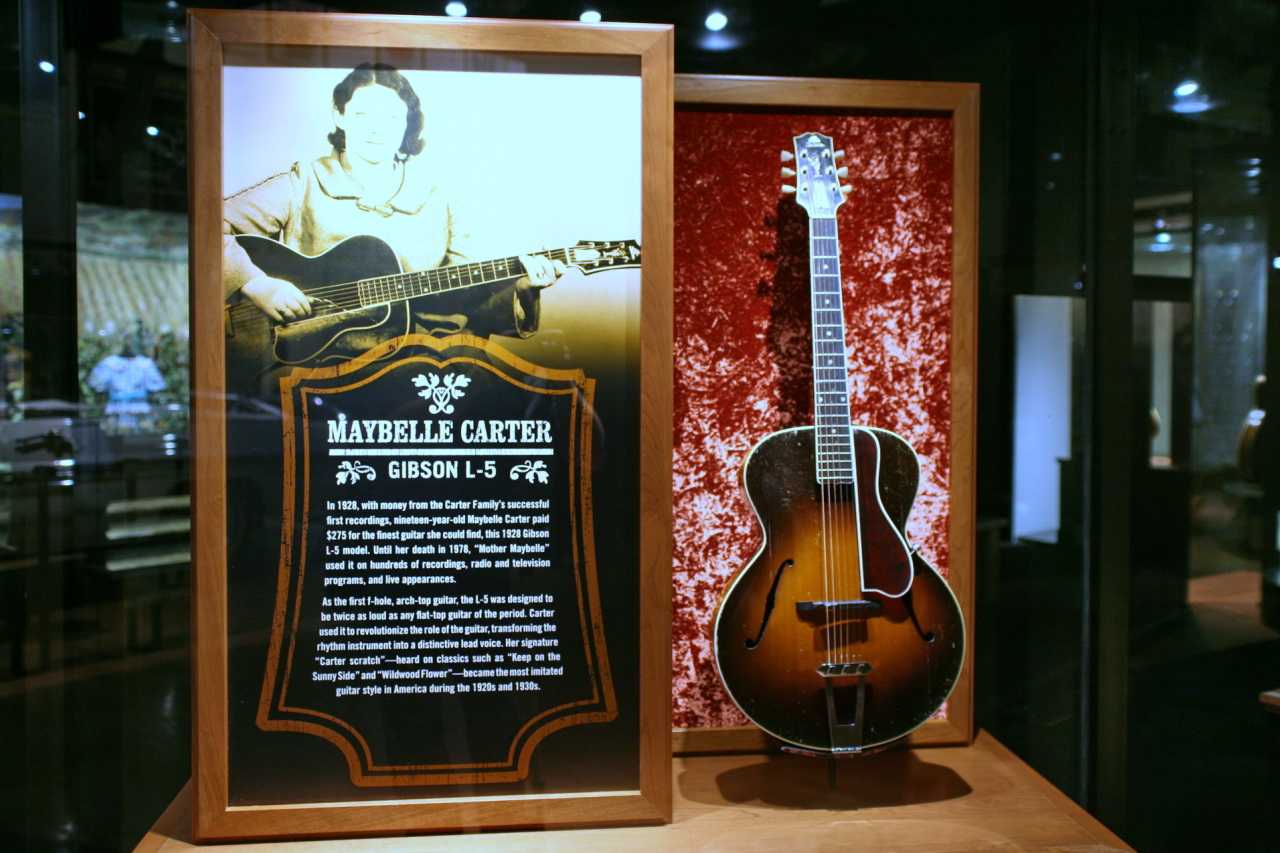
La guitare Gibson de Maybelle Carter, au Country Music Hall of Fame.

Elle était tellement adulée et respectée au sein du Grand Ole Pry à Nashville au début des années 1950 qu'on lui donna le surnom de Mother Maybelle (Maman Maybelle).
De son vivant, avec The Carter Family, Mother Maybelle Carter fut élue au Country Music Hall of Fame, le groupe prenant le titre honorifique de « First Family of Country Music ».
En 1988, Mother Maybelle Carter fut honorée au Grammy Hall of Fame et fut récompensée pour le titre Can The Circle Be Unbroken.
En 1993, son visage servit de modèle à un timbre des postes américaines pour honorer l'œuvre de la Carter Family.
En 2001, elle fut nommée au palmarès du très prestigieux International Bluegrass Music Hall of Honor.